# تشارلز فرانكلين فيليبس
تشارلز فرانكلين فيليبس (بالإنجليزية: Charles Franklin Phillips)‏ هو اقتصادي أمريكي، ولد في 25 مايو 1910 في Nelson Township, Pennsylvania ‏ في الولايات المتحدة، وتوفي في 3 مارس 1998 في أوبورن في الولايات المتحدة.